# Pseudecheneis tchangi
Pseudecheneis tchangi är en fiskart som först beskrevs av Hora, 1937.  Pseudecheneis tchangi ingår i släktet Pseudecheneis och familjen Sisoridae. Inga underarter finns listade i Catalogue of Life.